# Karl Rafael Wolf
Karl Rafael Wolf – burmistrz Raciborza w latach 1808–1812.
Karl Rafael Wolf w 1808 roku został burmistrzem Raciborza. Stanowisko to piastował do 1812 roku. Był pierwszym burmistrzem, którego wskazała rada miasta na mocy edyktu króla pruskiego Fryderyk Wilhelm III wydanego w Królewcu.